# Lariniaria
Lariniaria is een monotypisch geslacht van spinnen uit de  familie van de wielwebspinnen (Araneidae).

## Soort
- Lariniaria argiopiformis Bösenberg & Strand, 1906